# Dipsas mikanii
Dipsas mikanii är en ormart som beskrevs av Schlegel 1837. Dipsas mikanii ingår i släktet Dipsas och familjen snokar. Inga underarter finns listade i Catalogue of Life.
Denna orm förekommer i centrala och östra Brasilien samt i angränsande regioner av Paraguay och Argentina. Arten lever låglandet och i bergstrakter upp till 1350 meter över havet. Den vistas i savannlandskapet Cerradon, i galleriskogar, i våtmarken Pantanal och ekoregionen Caatinga. Dipsas mikanii äter blötdjur. Honor lägger 3 till 10 ägg per tillfälle. Arten vistas på marken och klättrar i växtligheten.
För beståndet är inga hot kända. Hela populationen anses vara stabil. IUCN listar arten som livskraftig (LC).